# Elechi Amadi
Elechi Amadi, född 12 maj 1934 i Aluu i Rivers, död 29 juni 2016 i Port Harcourt, var en nigeriansk författare, mest känd för sin historiska trilogi om livet i en nigeriansk by: The Concubine (1966), The Great Ponds (1969) och The Slave (1978).
Amadi studerade fysik och matematik vid Universitetet i Ibadan. Senare deltog han på den nigerianska sidan i Biafrakriget som soldat och civil administratör. Om sina erfarenheter i kriget skrev han en viktig personlig berättelse med titeln '
Sunset in Biafra (1973). I romanen Estrangement (1986) tar han upp krigets följder både för samhälleliga och personliga förhållanden.
Han har även skrivit ett historisk-filosofiskt verk, Ethics in Nigerian Culture (1982), och en del skådespel, bland annat The Road to Ibadan (1977).